# Wandalin (powiat sieradzki)
Wandalin – wieś w Polsce, położona w województwie łódzkim, w powiecie sieradzkim, w gminie Złoczew.
| SIMC    | Nazwa              | Rodzaj    |
| ------- | ------------------ | --------- |
| 0722800 | Pustkowie          | część wsi |
| 0722816 | Wandalin nad Szosą | część wsi |

W latach 1975–1998 miejscowość należała administracyjnie do województwa sieradzkiego.